# Dendrobium sepikanum
Dendrobium sepikanum är en orkidéart som beskrevs av Rudolf Schlechter. Dendrobium sepikanum ingår i släktet Dendrobium, och familjen orkidéer. Inga underarter finns listade i Catalogue of Life.